# Xynias lilacina
Xynias lilacina är en fjärilsart som beskrevs av Percy I. Lathy 1932. Xynias lilacina ingår i släktet Xynias och familjen Riodinidae. Inga underarter finns listade i Catalogue of Life.